# Villers-Sir-Simon
Villers-Sir-Simon település Franciaországban, Pas-de-Calais megyében. Lakosainak száma 136 fő (2022. január 1.). Villers-Sir-Simon Penin, Ambrines, Givenchy-le-Noble, Izel-lès-Hameau és Manin községekkel határos.

## Népesség
A település népessége az elmúlt években az alábbi módon változott:
| Lakosok száma | 122  | 119  | 120  | 118  | 118  | 121  | 126  | 131  | 136  |
|               | 2013 | 2015 | 2016 | 2017 | 2018 | 2019 | 2020 | 2021 | 2022 |